# Distretto di Bogia
Il distretto di Bogia, in inglese Bogia District, è un distretto della Papua Nuova Guinea appartenente alla Provincia di Madang. Ha una superficie di 3.978 km² e 46.000 abitanti (stima nel 2000)